# Балет Башкортостана

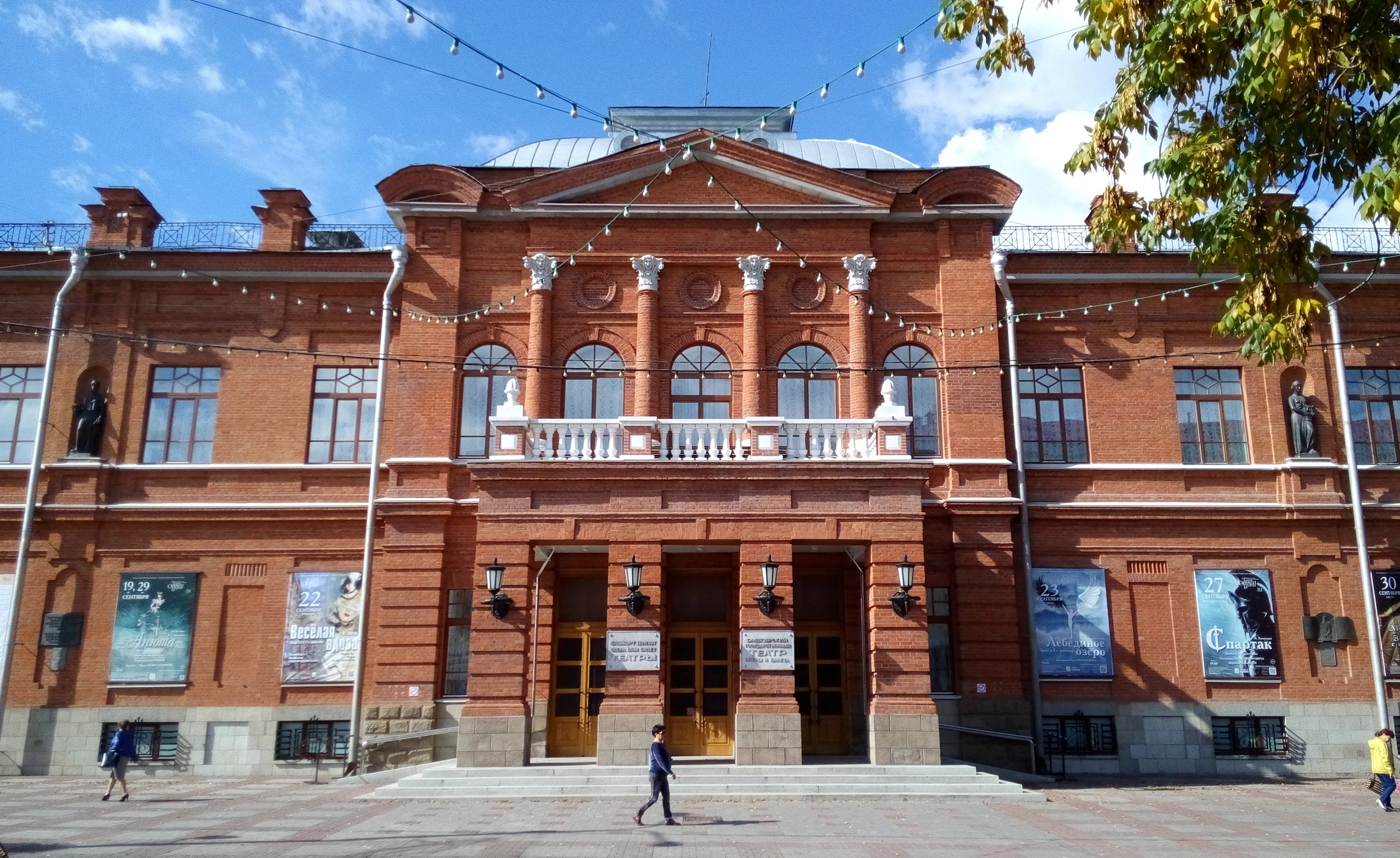
Башкирский театр оперы и балета

Балет Башкортостана — жанр сценической хореографии и изучающее его балетоведение, родившиеся в первой половине XX столетия. Берут начало со становления национальной башкирской балетной школы в 1938 году и создания национального репертуара. Балет Башкортостана прошёл через период становления, создания своей балетной школы, национальных балетных спектаклей, сотрудничеством с выдающимся мастерами балетного искусства, включая хореографа Юрия Григоровича. Одновременно получают развитие теория, критика и история национального балета. 
Балет Башкортостана впитал в себя танцевальную культуру башкир,  обогатил её новыми образами и формами.  Многие танцевальные движения башкир, связанные с трудовым ассоциациям, использовались в башкирских плясках как традиционные элементы народной хореографии. Будучи устойчивыми пластическими деталями народного танца, эти движения в сочетании с манерой исполнения составили уникальную и неповторимую лексику башкирского танца.
Накопленный творческий опыт в балетном искусстве Башкортостана позволил его мастерам развивать балетное искусство России, Франции, США, создать в США балетный театр и балетную школу, обучающую молодых американцев на основе российских методик.

## История
В 30-х годах XX века в национальных республиках Советского Союза создавались первые  профессиональные балетные труппы. Балетная труппа была создана и в Башкирской АССР. В балетной труппе Башкирского театра оперы и балета в первые годы работали выпускники башкирского отделения при Ленинградском хореографическом училище, балетного отделения Башкирского театрального училища, группа танцовщиков ансамбля народного танца. Артисты балета работали работали под руководством первого постановщика танцевальных сцен Карла Варфоломеевича Матсона.
В числе первых выпускников  Вагановского училища работавших в Башкортостане были З. Насретдинова, Х. Сафиуллин, Т. Худайбердина, Ф. Саттаров, Ф. Юсупов, Г. Хафизова, Р. Дербишева. Первая балетная премьера театра — «Коппелия» Л. Делиба состоялась в 1940 году.
Развитие балета Башкиртостана условно можно разделить на несколько этапов:
- Период с 1938 по 1955 года начала выступлений балетной труппы, первых постановок классических балетов, создания первых национальных балетов ("Журавлиная песнь", "Зюгра"). В 1955 году в спектакле "Журавлиная песнь" выступал танцовщик Р. Х. Нуреев.
- Период с 1955 по 1986 год утверждения творческих позиций, развитие самостоятельных творческих коллективов. В эти годы в театр влились новые выпускники Ленинградского хореографического училища им. Вагановой - Зухра Ильясова и Леонора Куватова,  выпускники Пермского хореографического училища Юлай Ушанов и Шамиль Терегулов.

В это же время были созданы национальные балетные спектакли "Горный орёл", "Гульназира", "Черноликие" Х. Ш. Заимова и А. Г. Чугаева (1965; хореография Мустаева), "В ночь лунного затмения", "Люблю тебя, жизнь", "Страна Айгуль". В 1963 году на тему Гражданской войны был поставлен балет башкирского композитора Н. Сабитова «Гюльназира» (1963, хореография С. Дречина).
В театрах РБ ставились балетные спектакли для детей и юношества: балеты-сказки “Буратино” (1960, хореография Сафиуллина) и “Мурзилка-космонавт” Н. Г. Сабитова (1964; хореография Г. И. Язвинского), “Маугли” М. Х. Ахметова (1975; хореография Н. А. Хасан-Ахунова), “Легенда о курае” Р. М. Хасанова (1979; хореография Э. Х. Танна) и др.

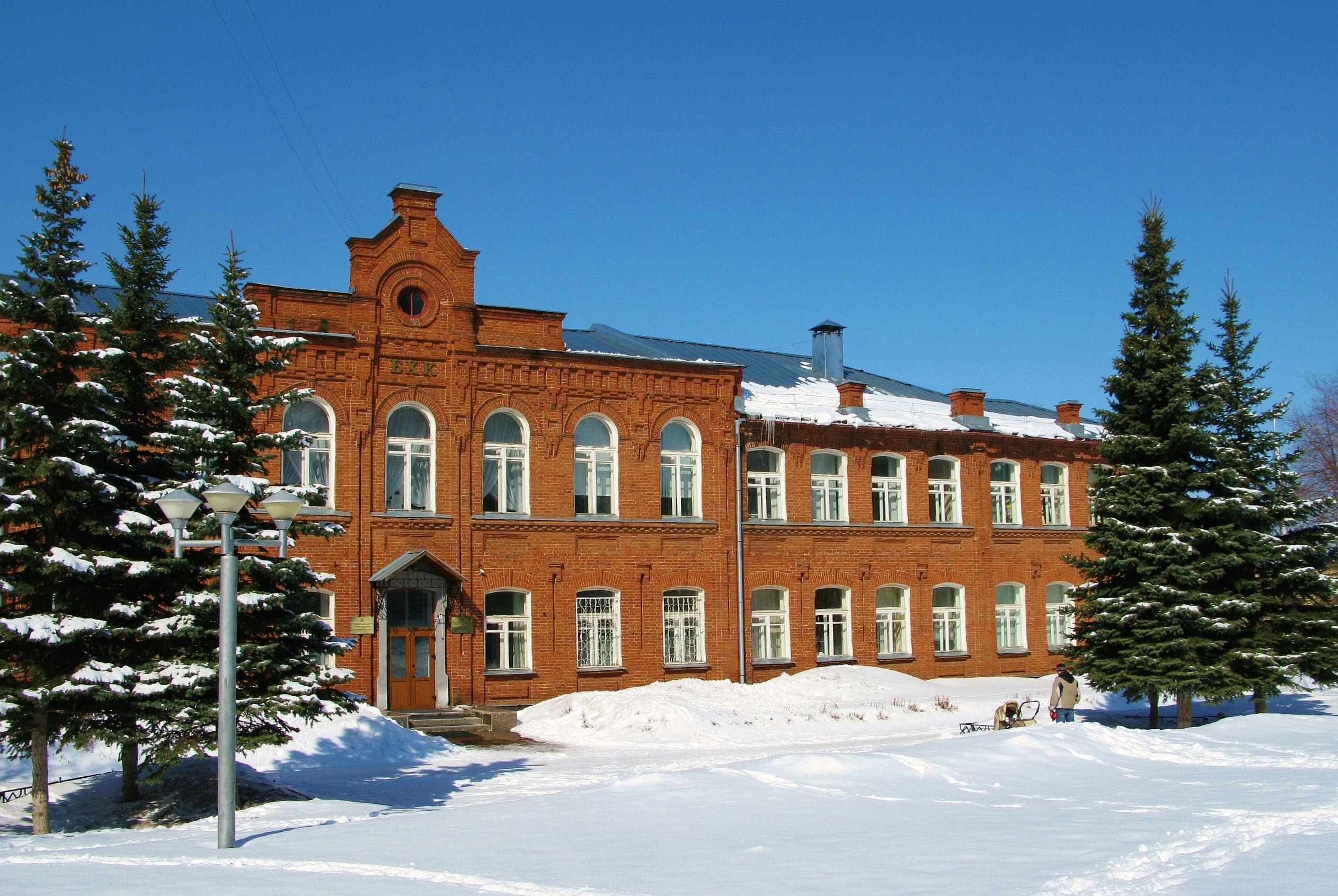
Башкирский хореографический колледж им. Р.Х. Нуреева

- Период с 1986 года — период кризиса, связанного с ремонтом театра Оперы и балета, отсутствием сценической площадки,    творческим подъёмом, связанным с работой в театре Ю. Н. Григоровича, открытием Башкирского хореографического училища (ныне Башкирский хореографический колледж имени Рудольфа Нуреева).

Ю. Н. Григорович силами артистов Башкортостана ставил в театре балеты: "Тщетная предосторожность" Гертеля (балетмейстер-ассистент А. А. Меланьин),  "Дон Кихот" Минкуса, "Лебединое озеро" и "Щелкунчик" Чайковского и др.
В этот период в балетную труппу театра влились выпускники Хореографического колледжа им. Рудольфа Нуреева:  Р. В. Рыкин, Д. С. Доможиров, Д. Ф. Зайнтдинов, Р. Р. Закирова, А. В. Зинов, Т. Н. Краснова, А. М. Кубагушев, Р. Р. Мухаметов, К. Д. Нурлыгаянов, О. В. Радькин,  Н. А. Сологуб, Г. Н. Сулейманова, А. Р. Фатхлисламов и др.
Г.Н.Сулейманова, Г.Г.Мавлюкасова, И.И.Маняпов,  Валерия Исаева, Артур Новичков, Арслан Асфатуллин, Ирина Чыонг были участниками различных фестивалей и конкурсов, лауреатами республиканских премий, премии Правительства России имени Ф.Волкова, различных международных конкурсов.

## Балетоведение

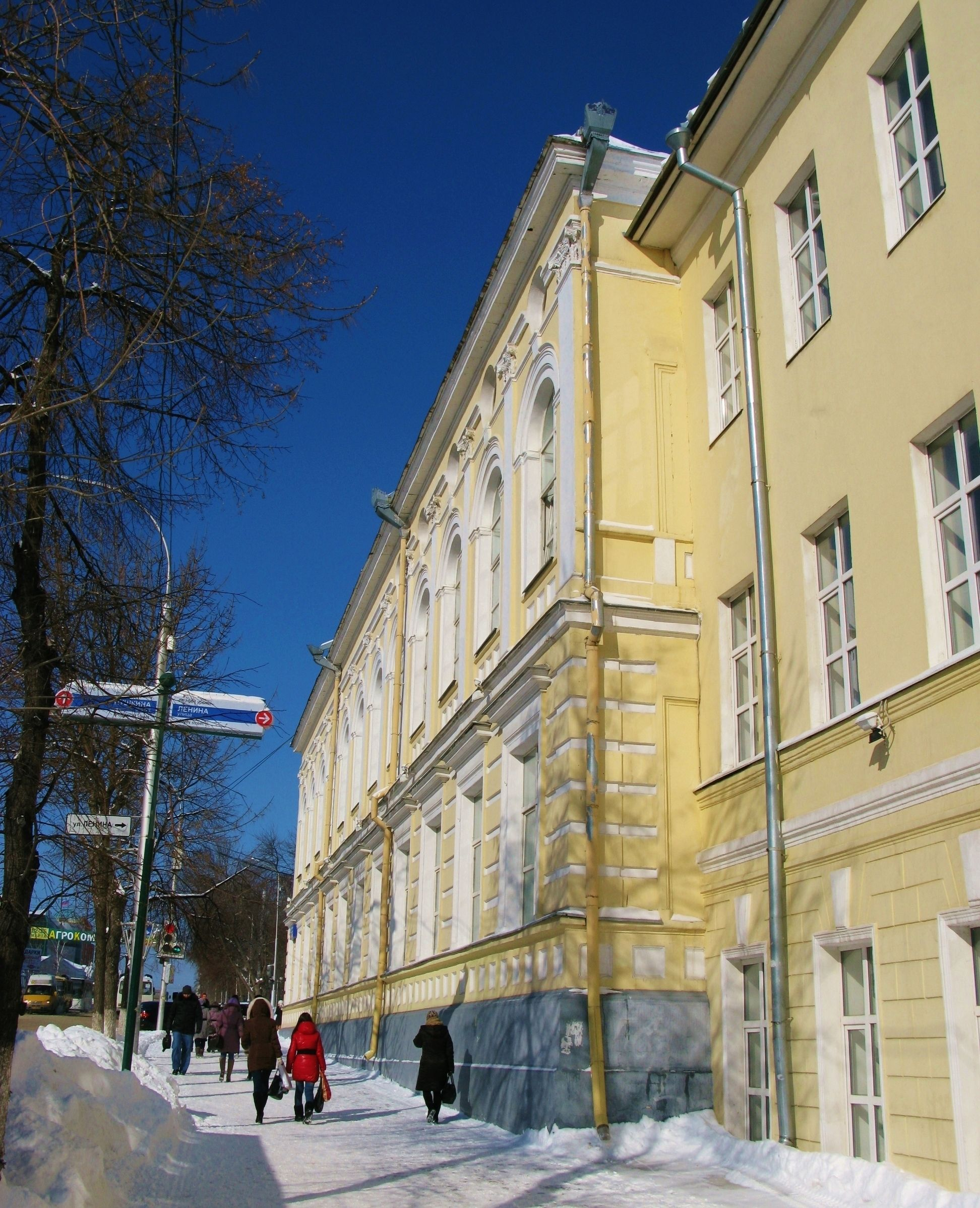
Уфимская академия искусств

Одновременно со становлением балета Башкортостана в республике формируется и развивается наука о балете, балетная критика.
Этому способствует открытие и функционирование Уфимского государственного института искусств имени Загира Исмагилова, готовящего соответствую кадры.
Первые рецензии на спектакли Театра оперы и балета печатались в республиканской прессе башкирскими писателями Г. Амири, Б. Бикбаем, А. Г. Бикчентаевым и др. К. Мэргэном и др. В годы Великой Отечественной войны в Уфе работали музыкальные критики С. А. Андреев-Кривич, К. Н. Державин, М. Г. Пизов, Г. А. Поляновский и др.
Балетные спектакли Башкирского государственного театра оперы и балета сопровождались критическими статьями с оценкой  их художественных особенностей, игрой артистов.
Балетные спектакли,  представленные в 1955 году на Декаде башкирской литературы и искусства в Москве освещались статьями  мастеров хореографического искусства: Р. В. Захаровым, Л. М. Лавровским, Л. Н. Лебединским, А. М. Мессерером и др.
В республики изданы монографии об искусстве артистов башкирского балета — "Мастера балетного искусства Башкирии" Хайруллина (1963; "Танец ликующий" Саитова (1968; посвящена творчеству артистов Г. Г. Сулеймановой и Ф. М. Саттарова).

## Выдающиеся педагоги
- Шамиль Ахмедович Терегулов - педагог Башкирского хореографического колледжа имени Рудольфа Нуреева, Выпускник Пермского хореографического училища, художественный руководитель балета в Башкирском театре оперы и балета.
- Шапкин Владимир Иванович - педагог Башкирского хореографического колледжа имени Рудольфа Нуреева (классическое отделение,  дуэтный танец), солист Башкирского государственного театра оперы и балета.
- Изгина Роза Гатинична - педагог Башкирского хореографического колледжа имени Рудольфа Нуреева (харакиерный танец), солистка Башкирского государственного театра оперы и балета (мастер испанских и цыганских танцев).
- Ушанов Юлай Гиниятович - педагог Башкирского хореографического колледжа имени Рудольфа Нуреева, солист Башкирского государственного театра оперы и балета (спектакли «Жизель»,  «Дон Кихот», «Лебединое озеро». )[5].
- Тагирова Майя Афзаловна - педагог Башкирского хореографического колледжа имени Рудольфа Нуреева (актерское мастерство).
- Шапкина, Людмила Васильевна-педагог  хореографичекского колледжа имени Рудольфа Нуреева, педагог- репетитор Башкирского театра оперы и балета (Уфа).
- Куватова, Леонора Сафыевна- педагог хореографического колледжа имени Рудольфа Нуреева